# Kuštrava sunčanica
Kuštrava sunčanica ili crvenkasta sunčanica (lat. Chlorophyllum rhacodes ili prije Macrolepiota rhacodes, odnosno Lepiota rhacodes) je jestiva gljiva iz obitelji Agaricaceae (pečurke). 

## Opis
- Klobuk kuštrave sunčanice je širok od 5 do 15 centimetara, stožast, tup, zatim okrugao, polukuglast i na kraju otvoren ali bez ispupćenja na sedini, mesnat; prekriven je debelom smeđom kožicom koja je raspucana na široke pravilne krpe; središte klobuka je tamnosmeđe i tvrdo.
- Listići su gusti, slobodni, pomiješani s kraćima, bijeli; na pritisak prstom pocrvene, na kraju prljavosmeđi.
- Stručak je visok od 10 do 15 centimetara, cilindričan, na dnu jako zadebljan, cjevasto šupalj, u pravilu bijel ili svijetlosmeđ, na kraju smeđ s uzdužnim vlakancina; vjenčić je opnast, bjelkast ili sivkast i može se pomicati po stručku gore-dolje kao i u velike sunčanice.
- Meso je bijelo, na lom ili prerez nožem brzo mijenja boju u crvenkastosmeđu da bi na kraju postalo prljavosmeđe boje; miris i okus ugodni.
- Spore su eliptično jajolike, bijele, 10 – 15 x 6 – 7 μm.

## Kemijske reakcije
Meso s kalijevom lužinom postaje prljavobijelo, sa željeznim sulfatom svijetlozeleno, a s fenolanilinom se trenutno oboji u crveno, a zatim postane ljubičasto. 

## Stanište
Raste u listopadnim i crnogoričnim šumama, na terenima bogatim humusom, od ljeta do kraja jeseni. 

## Upotrebljivost
Kuštrava sunčanica je jestiva. Upotrebljava se samo klobuk jer je stručak žilav i tvrd (kao i kod velike sunčanice).

## Sličnosti
Razlikuje se od velike sunčanice po manjem rastu, po stručku koji je gladak, po mesu koje mijenja boju u crvenkastosmeđu i klobuku koji je vrlo široko krpast. Mogu se pronaći i drugi specimeni roda Lepiota koji mijenjaju boju mesa, na primjer Lepiota badhami Bk, ali ima vjenčić čvrsto zalijepljen na stručak. U novije vrijeme u literaturi se spominje vrlo slična otrovna vrsta Macrolepiota rhacodes var. hortensis Pilat. Od kuštrave sunčanice razlikuje se gotovo gomoljastom zadebljanju osnove stručka, svjetlije je boje i većeg je rasta. U okolici Zagreba prilično je česta.

## Slike
|  |  |  |  |  |
|  |  |  |  |  |